# Луций Ветий
Луций Ветий (на латински: Lucius Vettius; † 59 пр.н.е.) e конник и доносчик, денунциант (denuntiare) на Цицерон и Гай Юлий Цезар, познат с „Ветий-Аферата“ през 1 век пр.н.е. по времето на Римската република.

## Биография
Произлиза от фамилията Ветии от Пиценум.
Служи като офицер по време на Съюзническата война (91 – 88 пр.н.е.) при Гней Помпей Страбон. През 89 пр.н.е. e с войската на Страбон пред Асколи вероятно заедно с Луций Сергий Катилина, Цицерон и Помпей Велики. По-късно е при Сула и забогатява по време на неговата проскрипция.
През 64 пр.н.е. е привърженик на Катилина. През 63 пр.н.е. преди намеренията на Катилина за втори заговор се включва към Цицерон, при когото е index, даващ сведения, вероятно срещу заплащане. Той издава множество от заговорниците и в началото на 62 пр.н.е. и тогавашния претор Гай Юлий Цезар. В тази му дейност му помагат квестор Новий Нигер, който приема обвинението на Ветий и от Квинт Курий (любовникът на Фулвия), който също дава обвинение против Цезар в Сената. Ветий съобщава също, че има едно писмо като доказателство от Цезар от кореспонденцията му с Катилина. Тогава Цезар е спасен от Цицерон. След това вземат имуществото на Ветий, той е набит от народа и затворен.
През юли 59 пр.н.е. Ветий се появява отново. Този път в служба на Цезар, който е консул тази година. Той разкрива заплануван заговор против Помпей.
Той се обръща към младия Гай Скрибоний Курион, който открито е противник на Цезар и Помпей. Ветий му казва, че планува атентат против Помпей и го моли за подкрепа. Тогава Ветий е изправен пред Сената и набеждава няколко други сенатори. Ветий накрая е убит в затвора.